# Abdelmoutaleb Ghodbane
 (août 2021).
Abdelmoutaleb Ghodbane (en arabe : عبد المطلب غضبان) est un footballeur algérien né le 9 juillet 1989 à Batna. Il évoluait au poste d'avant-centre.

## Biographie
En 2010, Ghodbane a rejoint le MC El Eulma, où il a participé à 13 rencontres lors de la saison 2009/2010, accumulant 1 160 minutes de jeu. La saison suivante, il a disputé 478 minutes en cinq apparitions.
En 2011, il a signé avec le CS Constantine, où il a joué trois matchs, totalisant 261 minutes de jeu. Par la suite, il est retourné au CA Batna, participant à trois rencontres lors de la saison 2011/2012.
En janvier 2013, Ghodbane a rejoint l'USM Bel Abbès en provenance du CA Batna. Il a ensuite signé avec le club de Msila en juillet 2013 en tant que joueur libre.
Il évolue en première division algérienne avec les clubs, du CS Constantine, du CA Batna, du MC El Eulma, du CR Belouizdad et de l'USM Bel Abbès. Il dispute 44 matchs en inscrivant trois buts en Ligue 1.